# العلاقات الألبانية المالديفية
العلاقات الألبانية المالديفية هي العلاقات الثنائية التي تجمع بين ألبانيا والمالديف.

## مقارنة بين البلدين
هذه مقارنة عامة ومرجعية للدولتين:
| وجه المقارنة                                              | ألبانيا                                                    | [[تصنيف:صفحات تستخدم رمز علم غير موجود\|]] المالديف |
| --------------------------------------------------------- | ---------------------------------------------------------- | --------------------------------------------------- |
| المساحة (كم2)                                             | 28.75 ألف                                                  | 298                                                 |
| عدد السكان (نسمة)                                         | 3.02 مليون                                                 | 436.33 ألف                                          |
| الكثافة السكانية (ن./كم²)                                 | 105.04                                                     | 146.42 ألف                                          |
| العاصمة                                                   | تيرانا                                                     | ماليه                                               |
| اللغة الرسمية                                             | اللغة الألبانية                                            | اللغة الديفهي                                       |
| العملة                                                    | ليك ألباني                                                 | روفيه مالديفية                                      |
| الناتج المحلي الإجمالي (بليون دولار)                      | 13.04 مليار                                                | 4.60 مليار                                          |
| الناتج المحلي الإجمالي (تعادل القوة الشرائية) بليون دولار | 33.17 مليار                                                | 5.23 مليار                                          |
| الناتج المحلي الإجمالي الاسمي للفرد دولار أمريكي          | 3.94 ألف                                                   | 8.39 ألف                                            |
| الناتج المحلي الإجمالي للفرد دولار أمريكي                 | 11.11 ألف                                                  | 12.53 ألف                                           |
| مؤشر التنمية البشرية                                      | 0.764                                                      | 0.706                                               |
| رمز المكالمات الدولي                                      | +355                                                       | +960                                                |
| رمز الإنترنت                                              | .al                                                        | .mv                                                 |
| المنطقة الزمنية                                           | توقيت وسط أوروبا، ت ع م+01:00، ت ع م+02:00، أوروبا/تيرانا ‏ | ت ع م+05:00                                         |

## منظمات دولية مشتركة
يشترك البلدان في عضوية مجموعة من المنظمات الدولية، منها:
| علم المنظمة | اسم المنظمة                        | تاريخ انضمام ألبانيا | تاريخ انضمام المالديف |
| ----------- | ---------------------------------- | -------------------- | --------------------- |
|             | الاتحاد البريدي العالمي            | ?                    | ?                     |
|             | مؤسسة التنمية الدولية              | 15 أكتوبر 1991       | 13 يناير 1978         |
|             | منظمة حظر الأسلحة الكيميائية       | ?                    | ?                     |
|             | منظمة التجارة العالمية             | ?                    | ?                     |
|             | الأمم المتحدة                      | 14 ديسمبر 1955       | 21 سبتمبر 1965        |
|             | وكالة ضمان الاستثمار متعدد الأطراف | 15 أكتوبر 1991       | 19 مايو 2005          |
|             | منظمة الشرطة الجنائية الدولية      | ?                    | ?                     |
|             | مؤسسة التمويل الدولية              | 15 أكتوبر 1991       | 2 فبراير 1983         |
|             | البنك الدولي للإنشاء والتعمير      | 15 أكتوبر 1991       | 13 يناير 1978         |
|             | الاتحاد الدولي للاتصالات           | 2 يونيو 1922         | 28 فبراير 1967        |
|             | منظمة التعاون الإسلامي             | ?                    | ?                     |
|             | يونسكو                             | 16 أكتوبر 1958       | 18 يوليو 1980         |

## وصلات خارجية
- موقع وزارة الخارجية الألبانية
- موقع وزارة الخارجية المالديفية